# Hansjörg Oeschger
Hansjörg Oeschger (* 11. März 1908 in Säckingen; † 24. November 1998 in Freiburg im Breisgau) war ein deutscher Forstbeamter und Forstwissenschaftler. Als Oberforstrat arbeitete er in verschiedenen süddeutschen Forstämtern. Neben seiner Verwaltungstätigkeit war Oeschger auch wissenschaftlich tätig. Er wirkte in den 1930er Jahren aktiv in der bündischen, katholischen Jugendbewegung mit.

## Leben
Hansjörg Oeschger wurde als Sohn des Rechtsanwalts und Notars Max Emil Oeschger (1877–1963) und dessen Frau Anna Maria Gasser (1875–1957) in Säckingen geboren. Er legte das Abitur 1926 an der Neuburg-Oberrealschule in Freiburg im Breisgau ab. Das Studium der Forstwissenschaft in Freiburg im Breisgau, Wien und Gießen schloss er mit dem Examen 1930 in Freiburg im Breisgau ab. Er wirkte als Forstassessor 1934 in seiner Funktion als Bundesführer der katholischen Quickbornbewegung an der Gründung der bündischen Gruppe Grauer Orden mit. Er stand deshalb unter Gestapo-Überwachung, wurde zeitweise verhaftet und sollte in ein Konzentrationslager eingeliefert werden, was nur durch seine Einberufung zur Wehrmacht vereitelt wurde. Oeschger heiratete am 20. September 1938 in Meßkirch Elisabeth Musler. Er nahm am Zweiten Weltkrieg in Frankreich und der Sowjetunion teil und wurde dort im März 1943 durch Granatsplitter schwer hirnverletzt. 
Nach dem Krieg nahm er seine Tätigkeit im Forstdienst der Thurn- und Taxisschen Forstverwaltung in Wörth an der Donau (Bayern) auf. 1946 kehrte Oeschger in den badischen Staatsforstdienst zurück. Er wurde am 1. Januar 1972 pensioniert.

## Leistungen
Neben seinem Wirken in der antinationalsozialistischen Jugendbewegung während des sogenannten Dritten Reichs sind seine forstwissenschaftlichen Arbeiten von Bedeutung. Schwerpunkt dieser Studien war der Douglasienanbau in Baden-Württemberg. Darüber verfasste er nach seiner Pensionierung die Studie Douglasienanbau in Baden-Württemberg mit besonderer Berücksichtigung der geschichtlichen Entwicklung, die 1975 in Stuttgart im Selbstverlag der Landesforstverwaltung Baden-Württemberg erschien. Kurz nach Kriegsende hatte er in einem Beitrag für die Zeitschrift Frankfurter Hefte, die von Eugen Kogon und anderen herausgegeben wurde, seine Sorge um die Gefährdung des deutschen Waldes öffentlich gemacht (Hansjörg Oeschger: Die Gefährdung des Waldes in Deutschland. In: Frankfurter Hefte. Zeitschrift für Kultur und Politik. Band 2, 1947, S. 514–519).